# Scobey
La ville de Scobey est le siège du comté de Daniels, situé dans l’État du Montana, aux États-Unis. Sa population s’élevait à 1 017 habitants lors du recensement de 2010, estimée à 1 032 habitants en 2016.

## Démographie
| Groupe            | Scobey | Montana | États-Unis |
| ----------------- | ------ | ------- | ---------- |
| Blancs            | 94,9   | 89,4    | 72,4       |
| Amérindiens       | 2,5    | 6,3     | 0,9        |
| Métis             | 2,1    | 2,5     | 2,9        |
| Autres            | 0,3    | 1,1     | 19,0       |
| Asiatiques        | 0,3    | 0,6     | 4,8        |
| Total             | 100    | 100     | 100        |
|                   |        |         |            |
| Latino-Américains | 1,6    | 2,9     | 16,7       |

Selon l'American Community Survey pour la période 2010-2014, 95,55 % de la population âgée de plus de 5 ans déclare parler l'anglais à la maison, 2,84 % déclare parler l'espagnol, 1,33 % le norvégien et 0,28 % une autre langue.